# Saint-Nicolas-de-Port
Pour les articles homonymes, voir Saint-Nicolas.
Saint-Nicolas-de-Port est une commune française située dans le département de Meurthe-et-Moselle, en région Grand Est. Ville-centre de l'unité urbaine de Dombasle-sur-Meurthe, elle appartient à l'aire urbaine de Nancy.
Ses habitants sont les Portois.

## Géographie

### Localisation
La commune est située sur la rive gauche de la Meurthe face à Varangéville. Par la départementale D 400, elle se trouve à 13 km de Nancy et 18 km de Lunéville, mais l'autoroute A33 accueille le flux principal de circulation.
| Art-sur-Meurthe  | Dombasle-sur-Meurthe  | Dombasle-sur-Meurthe |
| Art-sur-Meurthe  | Saint-Nicolas-de-Port | Varangéville         |
| Ville-en-Vermois | Coyviller             | Rosières-aux-Salines |

### Géologie
Des dents de mammifères ont été trouvées à Saint-Nicolas-de-Port. Elles figurent parmi les plus vieux restes de mammifères connus au monde,.

### Sismicité
Commune située dans une zone 1 de sismicité très faible.

### Hydrographie
La commune est dans le bassin versant du Rhin au sein du bassin Rhin-Meuse. Elle est drainée par la Meurthe, la Roanne, le ruisseau de Coyviller, le ruisseau de Pré Lallemand et le ruisseau le Petit Rhône,.
La Meurthe, d'une longueur de 161 km, prend sa source dans la commune du Valtin et se jette  dans la Moselle à Pompey, après avoir traversé 53 communes.

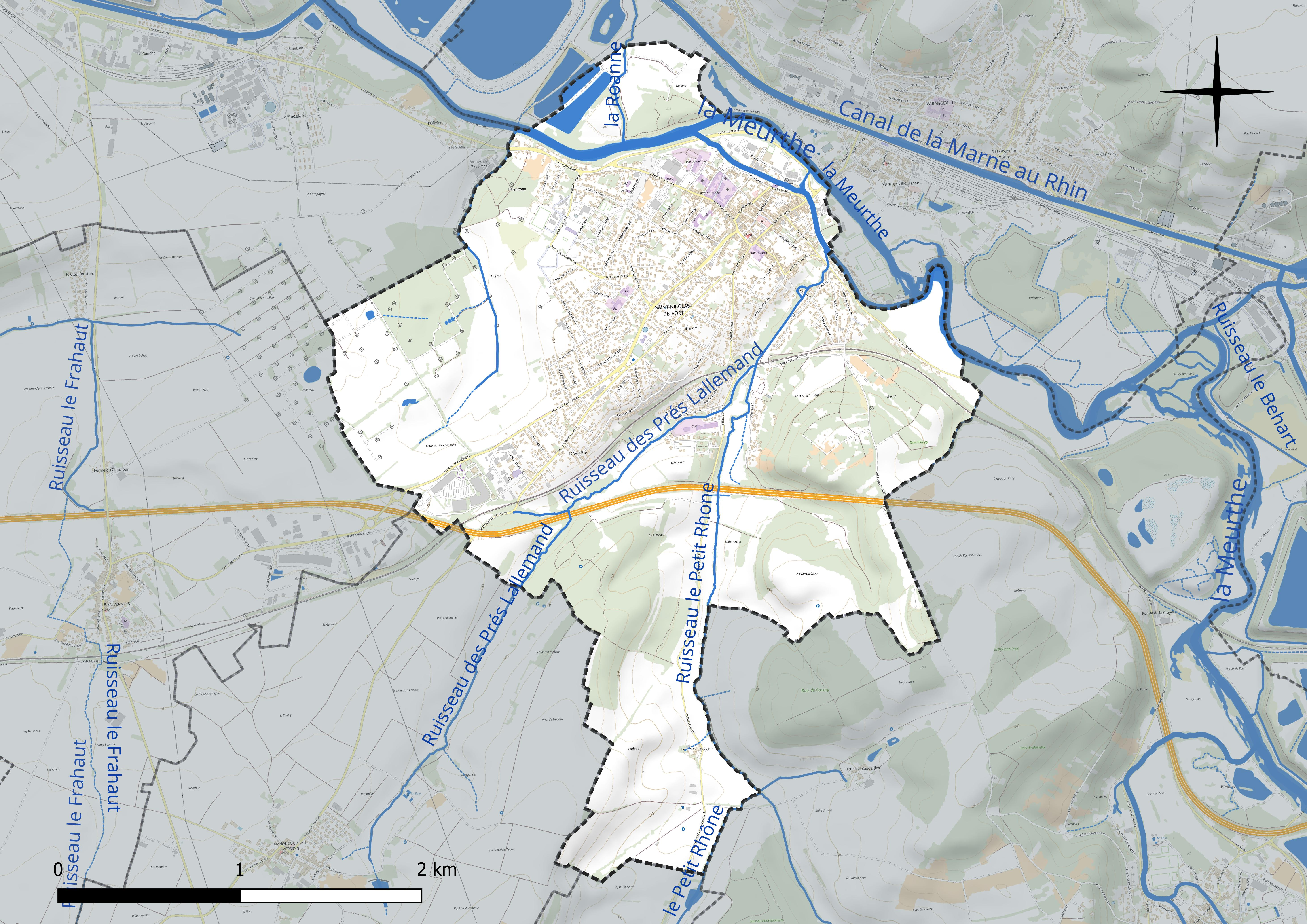
Réseau hydrographique de Saint-Nicolas-de-Port.

La Roanne, d'une longueur de 16 km, prend sa source dans la commune de Hoéville et se jette  dans la Meurthe sur la commune, après avoir traversé neuf communes.

### Climat
Pour des articles plus généraux, voir Climat du Grand Est et Climat de Meurthe-et-Moselle.
En 2010, le climat de la commune est de type climat océanique dégradé des plaines du Centre et du Nord, selon une étude du Centre national de la recherche scientifique s'appuyant sur une série de données couvrant la période 1971-2000. En 2020, Météo-France publie une typologie des climats de la France métropolitaine dans laquelle la commune est exposée à un climat semi-continental et est dans la région climatique  Lorraine, plateau de Langres, Morvan, caractérisée par un hiver rude (1,5 °C), des vents modérés et des brouillards fréquents en automne et hiver.
Pour la période 1971-2000, la température annuelle moyenne est de 9,9 °C, avec une amplitude thermique annuelle de 17 °C. Le cumul annuel moyen de précipitations est de 771 mm, avec 11,4 jours de précipitations en janvier et 9,3 jours en juillet. Pour la période 1991-2020, la température moyenne annuelle observée sur la station météorologique de Météo-France la plus proche, « Nancy-Essey », sur la commune de Tomblaine à 9 km à vol d'oiseau, est de 11,0 °C et le cumul annuel moyen de précipitations est de 746,3 mm. 
La température maximale relevée sur cette station est de 40,1 °C, atteinte le 24 juillet 2019 ; la température minimale est de −24,8 °C, atteinte le 21 février 1956,,.
| Mois                                  | jan.             | fév.             | mars             | avril           | mai             | juin           | jui.          | août           | sep.            | oct.            | nov.             | déc.             | année      |
| ------------------------------------- | ---------------- | ---------------- | ---------------- | --------------- | --------------- | -------------- | ------------- | -------------- | --------------- | --------------- | ---------------- | ---------------- | ---------- |
| Température minimale moyenne (°C)     | −0,2             | 0                | 2,1              | 4,5             | 8,7             | 12,2           | 14,2          | 13,9           | 10,2            | 7,1             | 3,4              | 1                | 6,4        |
| Température moyenne (°C)              | 2,6              | 3,5              | 6,9              | 10,2            | 14,2            | 17,9           | 20            | 19,6           | 15,6            | 11,3            | 6,4              | 3,5              | 11         |
| Température maximale moyenne (°C)     | 5,4              | 7,1              | 11,6             | 15,8            | 19,8            | 23,5           | 25,8          | 25,4           | 20,9            | 15,5            | 9,4              | 6                | 15,5       |
| Record de froid (°C) date du record   | −21,6 13.01.1968 | −24,8 21.02.1956 | −15,9 04.03.1965 | −6,8 02.04.1958 | −4,2 03.05.1960 | 1,6 05.06.1953 | 2 01.07.1962  | 2,8 26.08.1966 | −1,3 24.09.1948 | −7,9 27.10.1950 | −12,7 23.11.1998 | −21,3 30.12.1939 | −24,8 1956 |
| Record de chaleur (°C) date du record | 16,8 05.01.1999  | 20,8 27.02.19    | 26 31.03.21      | 29,3 18.04.1949 | 33 28.05.17     | 37,2 26.06.19  | 40,1 24.07.19 | 39,3 08.08.03  | 34,4 15.09.20   | 27,6 13.10.23   | 22,7 02.11.20    | 18,5 16.12.1989  | 40,1 2019  |
| Ensoleillement (h)                    | 524              | 801              | 1 396            | 1 812           | 2 056           | 2 235          | 2 348         | 2 194          | 1 719           | 1 046           | 521              | 432              | 17 083     |
| Précipitations (mm)                   | 64,4             | 54,8             | 54,1             | 44,3            | 67,9            | 56             | 63            | 67,2           | 61,1            | 66,5            | 68,9             | 78,1             | 746,3      |

| Diagramme climatique                                  |          |             |             |             |            |            |              |              |             |            |        |
| J                                                     | F        | M           | A           | M           | J          | J          | A            | S            | O           | N          | D      |
| 5,4−0,264,4                                           | 7,1054,8 | 11,62,154,1 | 15,84,544,3 | 19,88,767,9 | 23,512,256 | 25,814,263 | 25,413,967,2 | 20,910,261,1 | 15,57,166,5 | 9,43,468,9 | 6178,1 |
| Moyennes : • Temp. maxi et mini °C • Précipitation mm |          |             |             |             |            |            |              |              |             |            |        |

Les paramètres climatiques de la commune ont été estimés pour le milieu du siècle (2041-2070) selon différents scénarios d'émission de gaz à effet de serre à partir des nouvelles projections climatiques de référence DRIAS-2020. Ils sont consultables sur un site dédié publié par Météo-France en novembre 2022.

## Urbanisme

### Typologie
Au 1er janvier 2024, Saint-Nicolas-de-Port est catégorisée centre urbain intermédiaire, selon la nouvelle grille communale de densité à sept niveaux définie par l'Insee en 2022.
Elle appartient à l'unité urbaine de Dombasle-sur-Meurthe, une agglomération intra-départementale regroupant quatre  communes, dont elle est ville-centre,,. Par ailleurs la commune fait partie de l'aire d'attraction de Nancy, dont elle est une commune de la couronne,. Cette aire, qui regroupe 353 communes, est catégorisée dans les aires de 200 000 à moins de 700 000 habitants,.

### Occupation des sols
L'occupation des sols de la commune, telle qu'elle ressort de la base de données européenne d’occupation biophysique des sols Corine Land Cover (CLC), est marquée par l'importance des territoires agricoles (53,5 % en 2018), en diminution par rapport à 1990 (60,2 %). La répartition détaillée en 2018 est la suivante : zones urbanisées (34,4 %), prairies (31,6 %), terres arables (11,3 %), cultures permanentes (10,5 %), forêts (10 %), zones industrielles ou commerciales et réseaux de communication (2 %). L'évolution de l’occupation des sols de la commune et de ses infrastructures peut être observée sur les différentes représentations cartographiques du territoire : la carte de Cassini (XVIIIe siècle), la carte d'état-major (1820-1866) et les cartes ou photos aériennes de l'IGN pour la période actuelle (1950 à aujourd'hui).

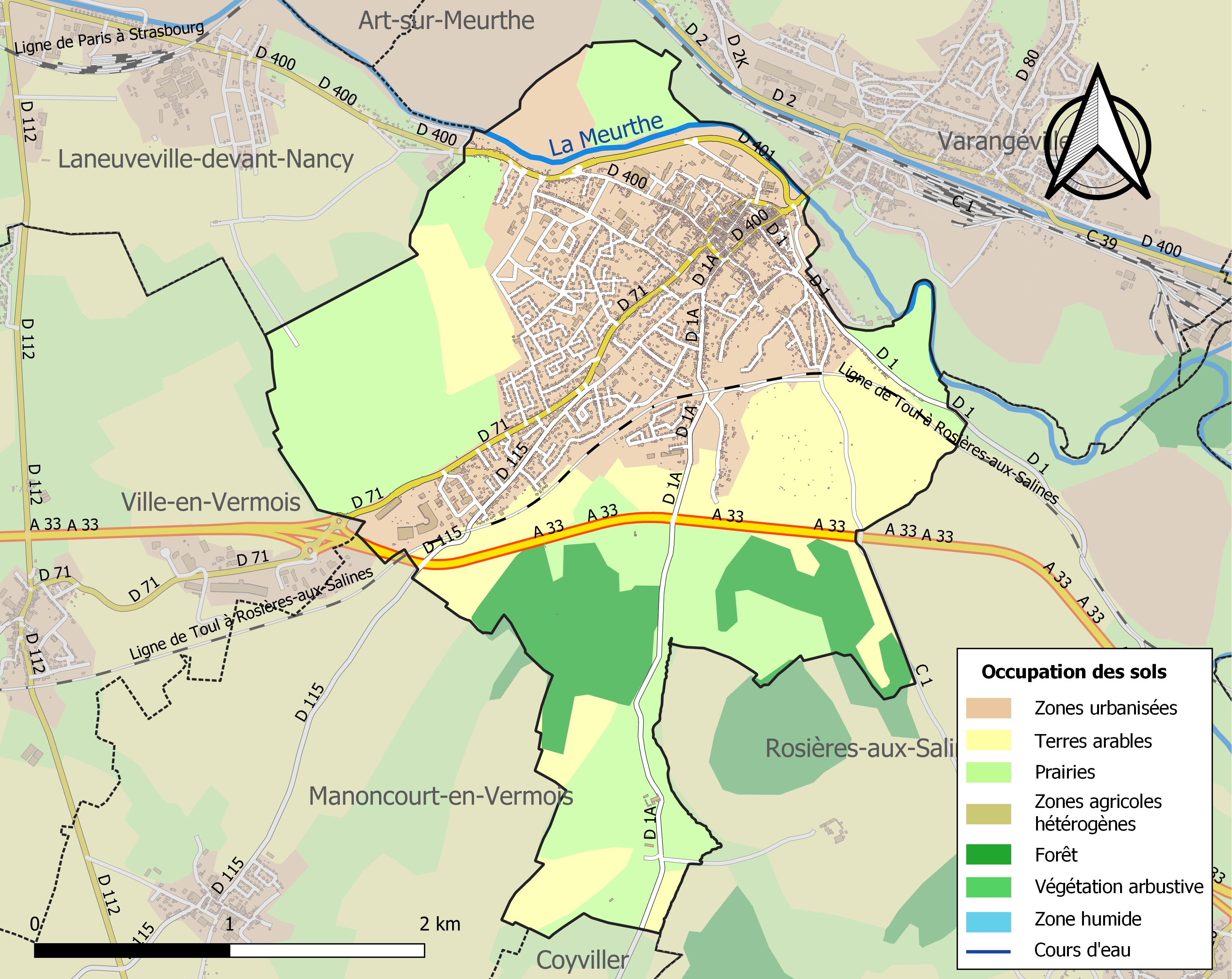
Carte des infrastructures et de l'occupation des sols de la commune en 2018 (CLC).

## Toponymie
- Anciennes mentions : Portus (923), Portus Sancti-Nicholai (1234), Le Port (1243), Saint-Nicholai-de-Port (1273), Saint-Nicolai-de-Poirt (1331), Saint-Nicolas (1498), Sainct-Nicolas-du-Port (1503), Sanctus-Nicolaus (1513), Portus quod et Sanctus-Nicholaus (XVIe siècle), Port dict Sainct-Nicolas (1573 et 1574), Saint-Nicolas anciennement Port (1594), Port alias Sainct-Nicolas (1618), Vicus Sancti-Nicolai (1675), Port-sur-Meurthe (nom révolutionnaire), Saint Nicolas (1793), Saint-Nicolas-de-Port (1961)[21],[22].

Saint-Nicolas est un hagiotoponyme, de l'oïl saint et du nom de saint, Nicolaus, qui fait référence à la première basilique dédiée à Nicolas de Myre qui fut construite au XIe siècle.
Port, dérive du latin portus ou portorium , « péage » , et se trouve lié à la navigation fluviale.

## Histoire
À l'époque gallo-romaine, elle s'appelait simplement Port, jusqu'à l'édification d'une première église en 1093, destinée à recevoir une relique de saint Nicolas, évêque de Myre (en Lycie). Cette origine toponymique, liée à la situation géographique et à l'activité fluviale, se retrouve tant dans les armoiries de la ville (la nef du blason) que dans sa devise Fluctuo nec mergor (Je flotte mais ne coule pas), très proche de celle de Paris. L'autre origine toponymique de la commune viendrait d'un pont originel construit sur la Meurthe car Port signifie également pont en patois lorrain. Port-sur-Seille est un autre exemple de l'utilisation de cette toponymie dans le département.
Plus tard, en 1193, une seconde église sera construite. C'est dans celle-ci que vint prier Jeanne d'Arc en 1429.
L'actuelle basilique fut construite pour accomplir le vœu du duc René II lors la bataille de Nancy (5 janvier 1477) par Simon Moycet en 1481 (consacrée en 1560).

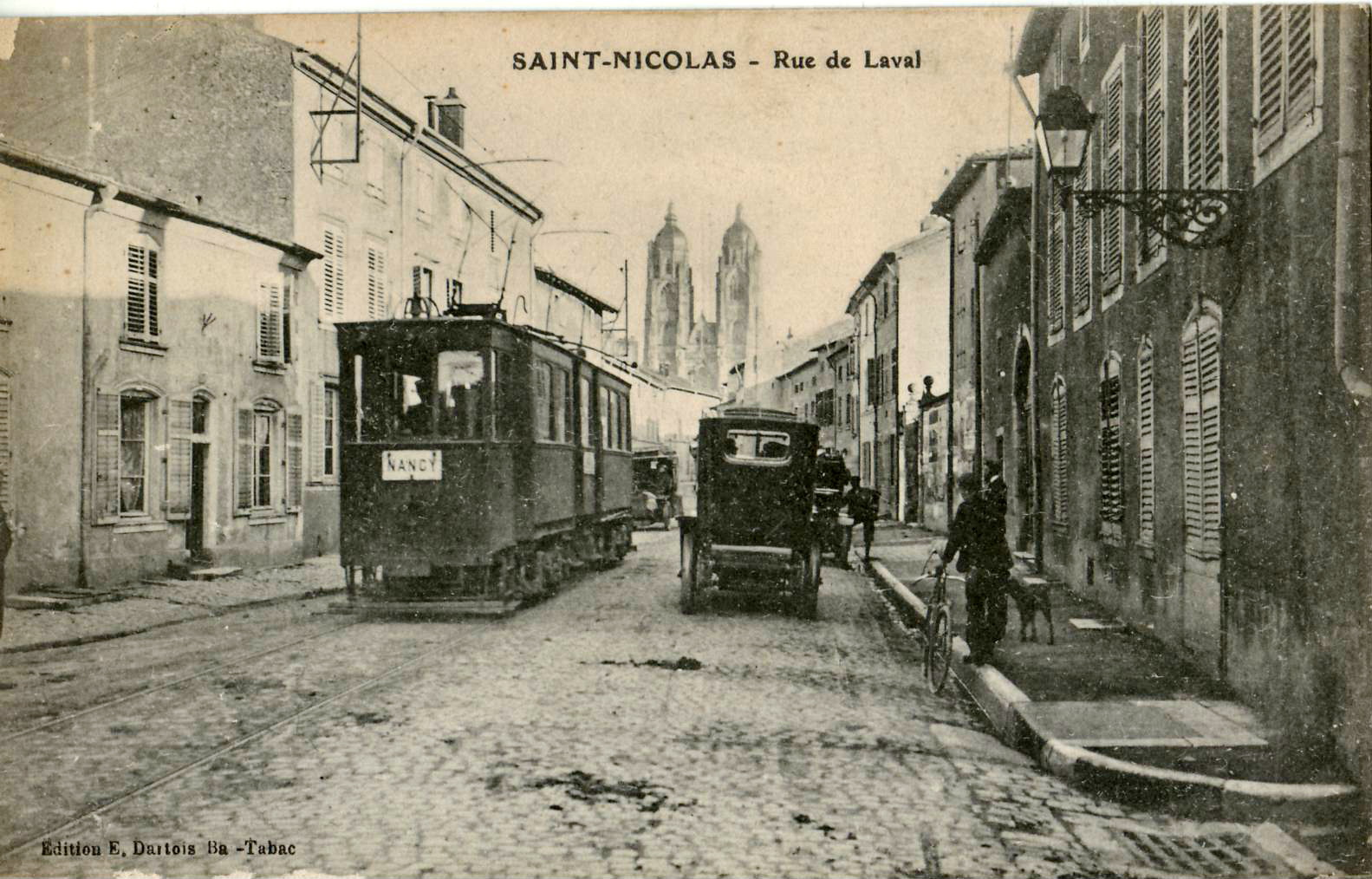
Saint-Nicolas fut desservi par l'ancien tramway de Nancy.

Pierre Leclerc du Vivier signa une ordonnance de « Monseigneur le duc de Calabre, Lorraine, Bar, Gueldre, etc., sur l'établissement de deux foires franches en son bourg de Saint-Nicolas-de-Port en Lorraine, commençantes, la première au vingtième de juin, et l'autre en pareil jour en décembre 1597 » que Charles III de Lorraine réorganisa.
En 1627 une épidémie de peste a causé environ 500 morts à Saint-Nicolas-de-Port.
La cité fut entièrement saccagée et brûlée par les Suédois le 5 novembre 1635.
Le canal de la Marne au Rhin, construit vers le milieu du XIXe siècle, longe la cité.
Elle fut  victime de sévères bombardements en 1940.
On trouve de nombreuses informations sur l'histoire de la ville dans les ouvrages d'Émile Badel, en particulier dans son dernier livre : Les Grands Jours de Saint-Nicolas-de-Port (édité en 1931).
En 1908, l'on y découvrit l'un des seuls sites de dinosaures et de mammaliaformes (mammifère) en Lorraine, notamment des restes de Plateosaurus. Ils figurent même parmi les plus vieux restes de mammifères au monde. En fait, seules les dents de mammifères ont été identifiées.

## Politique et administration

### Tendances politiques et résultats
Lors du 2e tour de la présidentielle à Saint-Nicolas-de-Port, Emmanuel Macron (En Marche!) arrive en tête du scrutin, avec 52,66 % des suffrages exprimés. En seconde position, Marine Le Pen (FN) obtient quant à elle 47,34 % des voix.
On décompte 6,55 % de votes blancs et 1,82 % de votes nuls parmi les votants.

### Liste des maires
Plusieurs voies de la commune ont été nommées d'après d'anciens maires (rue Laruelle, avenue Jolain, rue Bonnardel, rue Charles-Courtois, rue Edmond-Prignet, avenue Gilles-Aubert) et le docteur Paul Hanus, maire de 1924 à 1934, a donné son nom à un parc public.

### Budget et fiscalité 2021

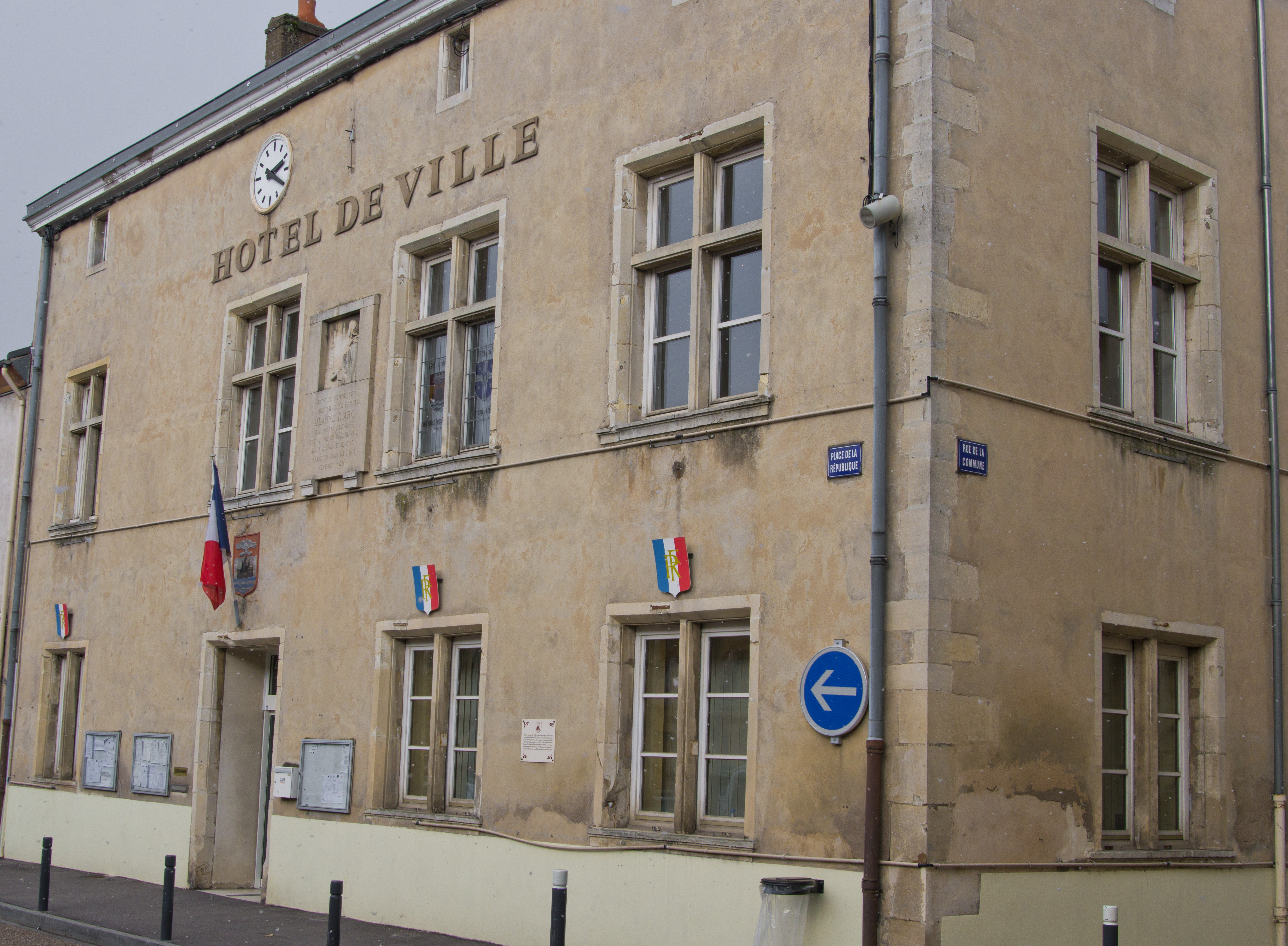
Hôtel de ville.

En 2021, le budget de la commune était constitué ainsi :
- total des produits de fonctionnement : 7 627 000 €, soit 1 012 € par habitant ;
- total des charges de fonctionnement : 6 754 000 €, soit 896 € par habitant ;
- total des ressources d'investissement : 2 151 000 €, soit 285 € par habitant ;
- total des emplois d'investissement : 1 857 000 €, soit 248 € par habitant ;
- endettement : 4 268 000 €, soit 566 € par habitant.

Avec les taux de fiscalité suivants :
- taxe d'habitation : 23,50 % ;
- taxe foncière sur les propriétés bâties : 31,20 % ;
- taxe foncière sur les propriétés non bâties : 27,77 % ;
- taxe additionnelle à la taxe foncière sur les propriétés non bâties : 27,57 % ;
- cotisation foncière des entreprises : 20,70 %.

Chiffres clés Revenus et pauvreté des ménages en 2020 : médiane en 2020 du revenu disponible, par unité de consommation : 22 450 €.

### Situation administrative
Chef-lieu d'un canton regroupant les communes suivantes : Dombasle-sur-Meurthe, Richardménil, Rosières-aux-Salines, Flavigny-sur-Moselle, Tonnoy, Ville-en-Vermois, Azelot, Lupcourt, Manoncourt-en-Vermois, Ferrières, Coyviller, Burthecourt-aux-Chênes et Saffais.

### Politique environnementale
La commune a été récompensée par trois fleurs au palmarès 2013 du concours des villes et villages fleuris.

## Population et société

### Démographie
L'évolution du nombre d'habitants est connue à travers les recensements de la population effectués dans la commune depuis 1793. Pour les communes de moins de 10 000 habitants, une enquête de recensement portant sur toute la population est réalisée tous les cinq ans, les populations de référence des années intermédiaires étant quant à elles estimées par interpolation ou extrapolation. Pour la commune, le premier recensement exhaustif entrant dans le cadre du nouveau dispositif a été réalisé en 2008.

En 2022, la commune comptait 7 363 habitants, en évolution de −2,77 % par rapport à 2016 (Meurthe-et-Moselle : −0,13 %, France hors Mayotte : +2,11 %).
| 1793  | 1800  | 1806  | 1821  | 1831  | 1836  | 1841  | 1846  | 1851  |
| ----- | ----- | ----- | ----- | ----- | ----- | ----- | ----- | ----- |
| 3 200 | 2 736 | 2 904 | 2 856 | 2 927 | 3 169 | 2 960 | 3 190 | 3 278 |

| 1856  | 1861  | 1872  | 1876  | 1881  | 1886  | 1891  | 1896  | 1901  |
| ----- | ----- | ----- | ----- | ----- | ----- | ----- | ----- | ----- |
| 3 591 | 3 904 | 3 893 | 4 119 | 5 117 | 5 544 | 5 654 | 5 940 | 5 827 |

| 1906  | 1911  | 1921  | 1926  | 1931  | 1936  | 1946  | 1954  | 1962  |
| ----- | ----- | ----- | ----- | ----- | ----- | ----- | ----- | ----- |
| 5 732 | 5 853 | 5 571 | 5 342 | 5 554 | 5 262 | 5 111 | 5 564 | 5 761 |

| 1968  | 1975  | 1982  | 1990  | 1999  | 2006  | 2008  | 2013  | 2018  |
| ----- | ----- | ----- | ----- | ----- | ----- | ----- | ----- | ----- |
| 7 279 | 7 490 | 7 482 | 7 706 | 7 505 | 7 587 | 7 608 | 7 602 | 7 466 |

| 2022  | - | - | - | - | - | - | - | - |
| ----- | - | - | - | - | - | - | - | - |
| 7 363 | - | - | - | - | - | - | - | - |

## Économie

### Entreprises et commerces

#### Agriculture
- Élevage de chevaux et d'autres équidés.
- Élevage d'autres animaux.

#### Tourisme
- Hébergements et restauration à Saint-Nicolas-de-Port, Varangéville, Haraucourt, Réméréville, Champenoux

#### Commerces
- Commerces et services de proximité.
- La société Vicat dispose d'une unité de production de béton.
- Un centre commercial d'environ 4 000 m2 (Frunshopping) se situant sur la route de ville en Vermois, a été ouvert le 14 mars 2018.

Il se compose d'un Supermarché Match (grande distribution), ainsi que de plusieurs galeries dont les enseignes : Norauto (Mobivia Groupe), Giant (entreprise), Action (enseigne), Lunettestore, Picard Surgelés, Ambiance et Style, Boulangerie Campaillette et Mille et Une Bières.

## Culture locale et patrimoine

### Lieux et monuments

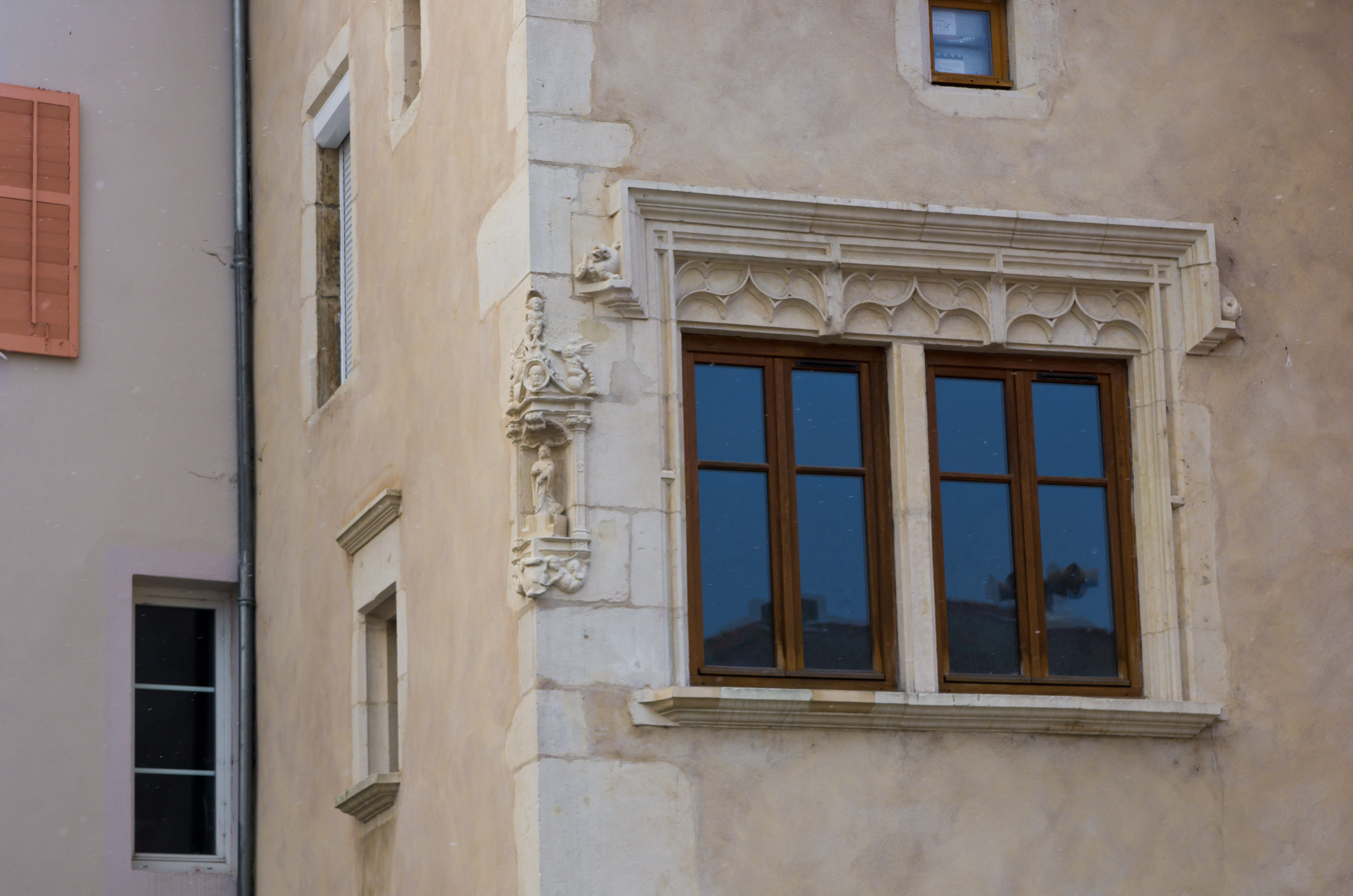
Maison, 9 place de la république.

#### Édifices civils
- Ville de foires du XVIe siècle, il ne subsiste que des vestiges épars, la plupart du temps réemployés.
- Hôtel de ville, qui a conservé ses fenêtres à croisillons XVIe siècle et, en face, une maison classée a conservé de nombreux bas-reliefs du XVe siècle ; quelques escaliers à vis ont survécu.
- Ville reconstruite fin du XVIIe siècle et première moitié du XVIIIe siècle : presque toutes les maisons du centre sont du XVIIIe siècle.
- Immeubles, 1 et 3 rue Charles-Courtois, inscrits monuments historiques par arrêté du 29 novembre 1976[39].
- Maison, 9 place de la République, classée monument historique par arrêté du 18 mars 1933[40].

#### Édifices religieux

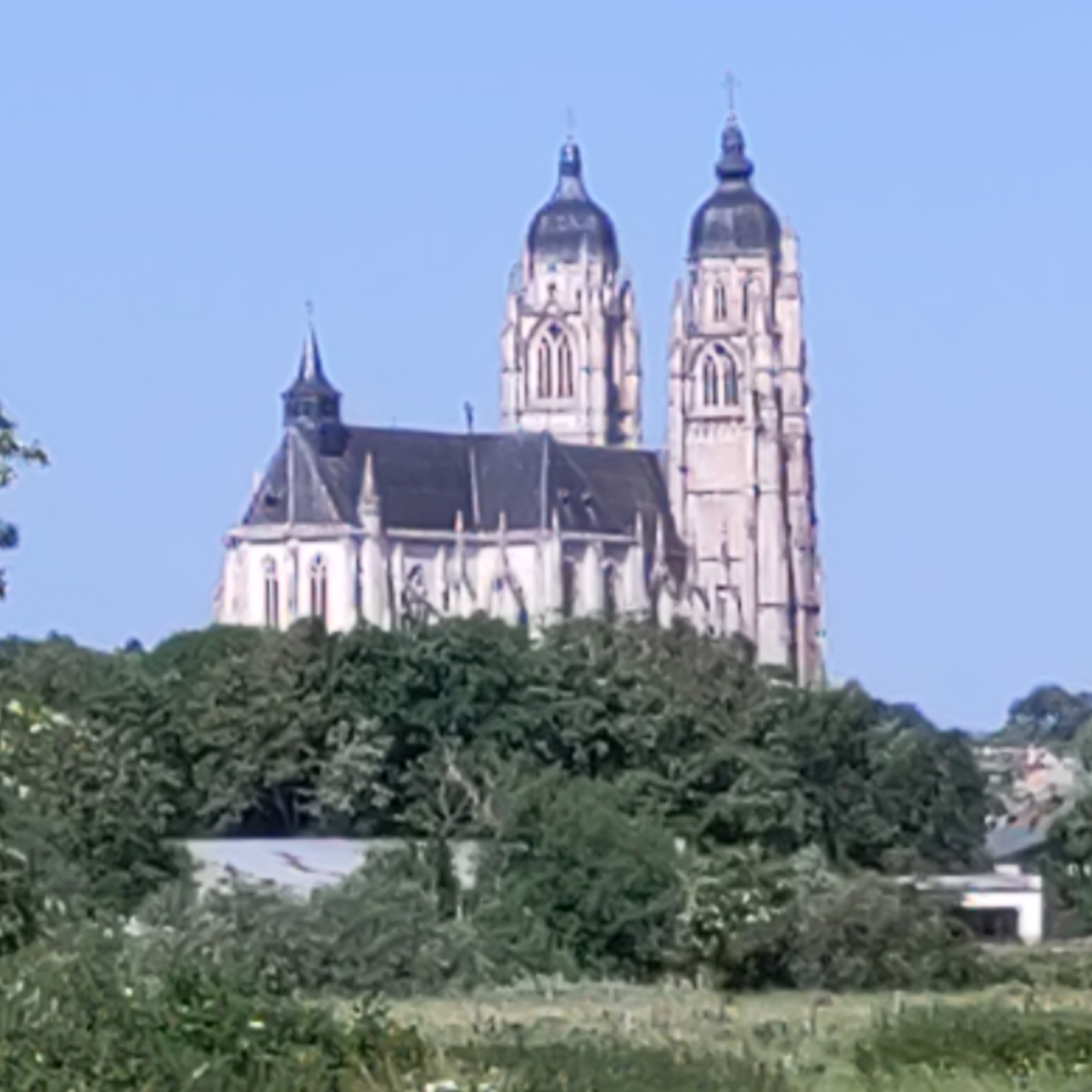
La basilique vu depuis le prieuré de Varangéville

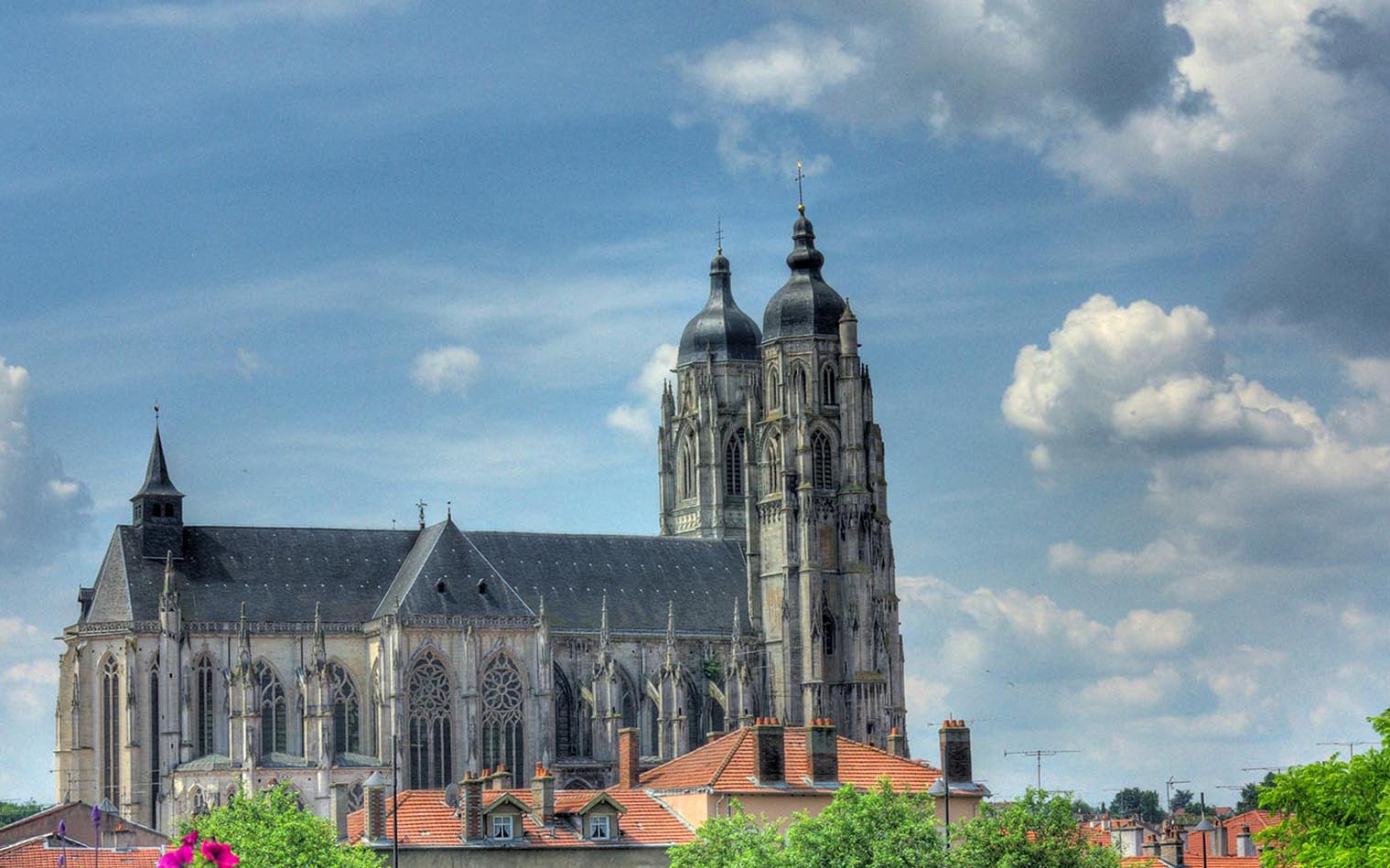
Basilique de Saint-Nicolas-de-Port.

- La basilique de Saint-Nicolas-de-Port, aux allures de cathédrale et de style gothique flamboyant, a des dimensions impressionnantes : une nef de 30 m de haut, des colonnes élancées de 21,50 m de hauteur (les plus hautes de France)[41] et deux tours respectivement de 85 et 87 m. Ses volumes sont harmonieux et la basilique fait preuve d'une étonnante unité de style. Elle a été restaurée à partir de 1983 grâce au legs considérable de Mme Camille Croué-Friedman, une riche Américaine originaire de cette ville. La basilique est classée au titre des monuments historiques dès 1840[42],[43].

- Vitraux.
- Elle abrite une relique de saint Nicolas, sa phalange « dextre bénissante »,.
- et un orgue en tribune construit par Cuvillier et achevé en 1851,,.
- Monastère de Notre-Dame-de-la-Congrégation construit en 1750, les bâtiments viennent d'être restaurés. La chapelle  du couvent est classée au titre des monuments historiques  par arrêté du 5 mai 1988[50].
- Couvent des Annonciades[51], passé ensuite aux rédemptoristes, et dont il reste un grand bâtiment XVIIIe siècle.
- Chapelle du centre hospitalier[52].
- Prieuré des bénédictins, le monastère des bénédictines et le collège des jésuites, ont disparu à jamais[53].[pas clair]

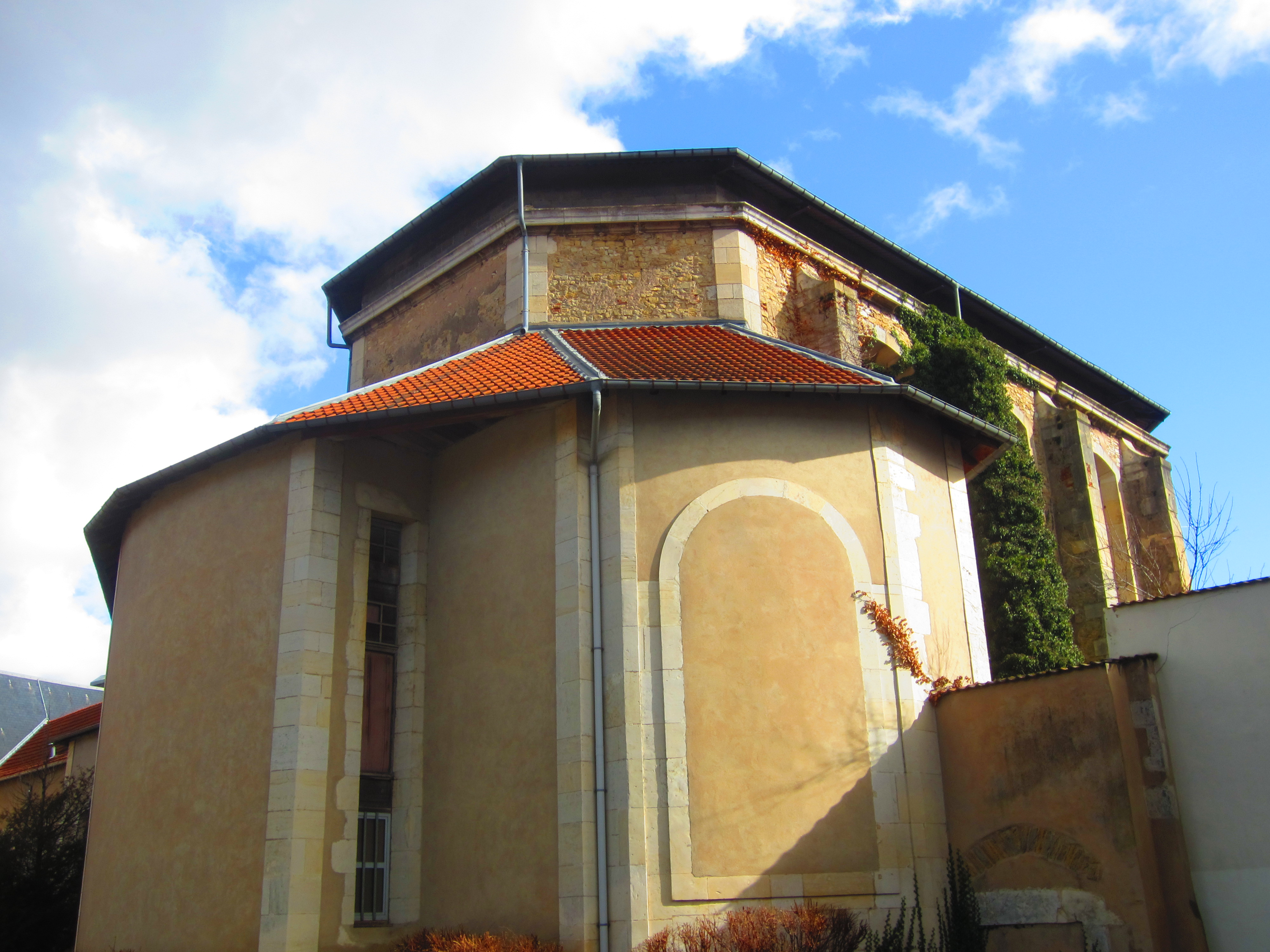
Chapelle du Monastère de Notre-Dame-de-la-Congrégation.
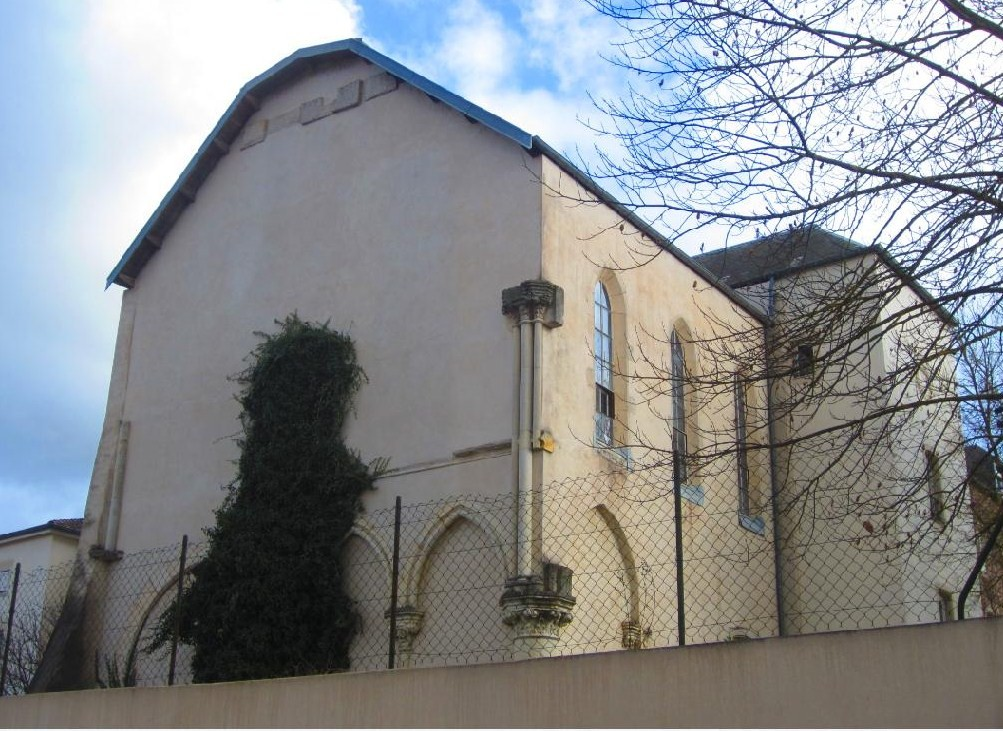
Chapelle du couvent des Annonciades.
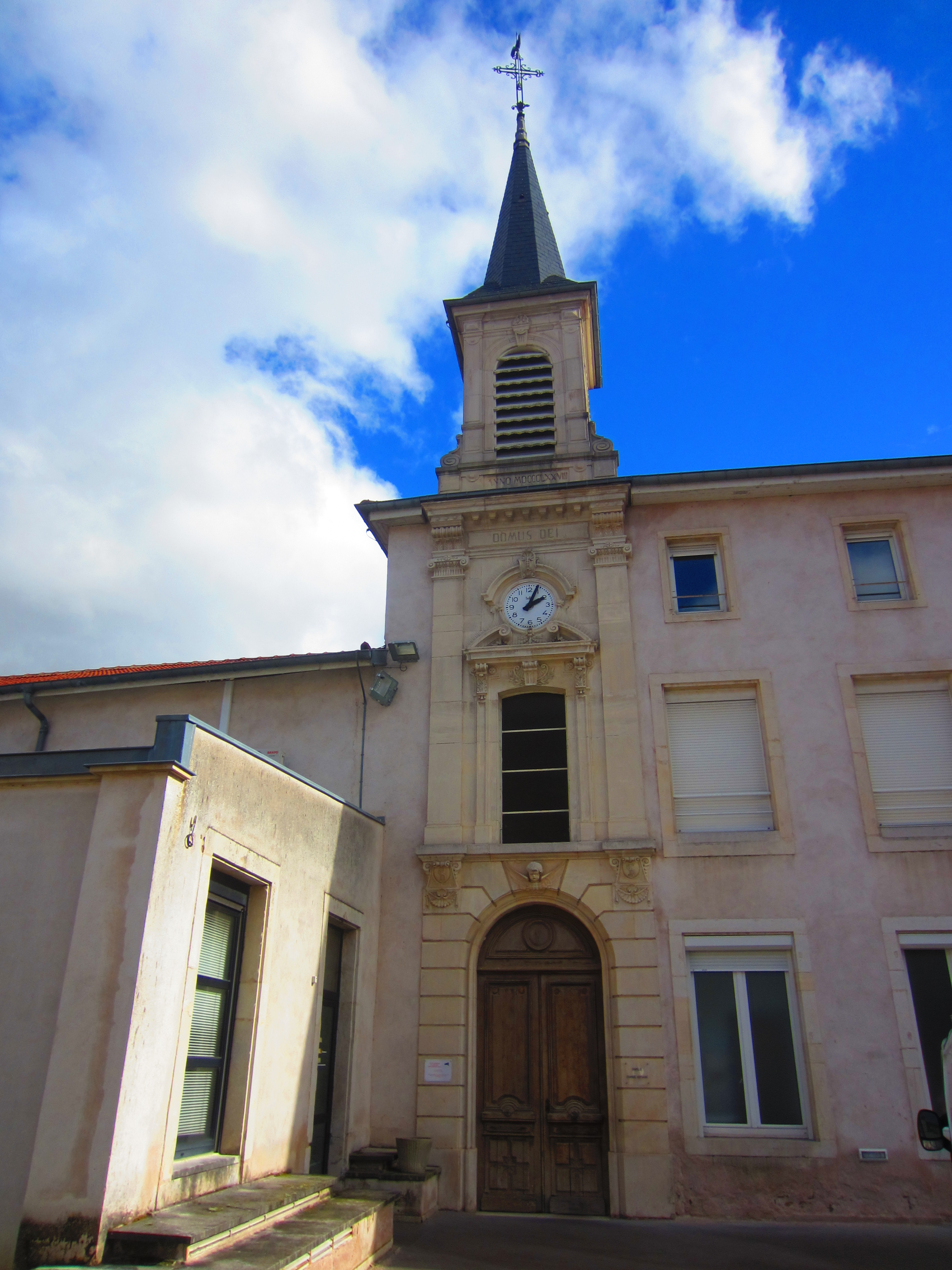
Chapelle de l'hôpital.

### Équipements culturels

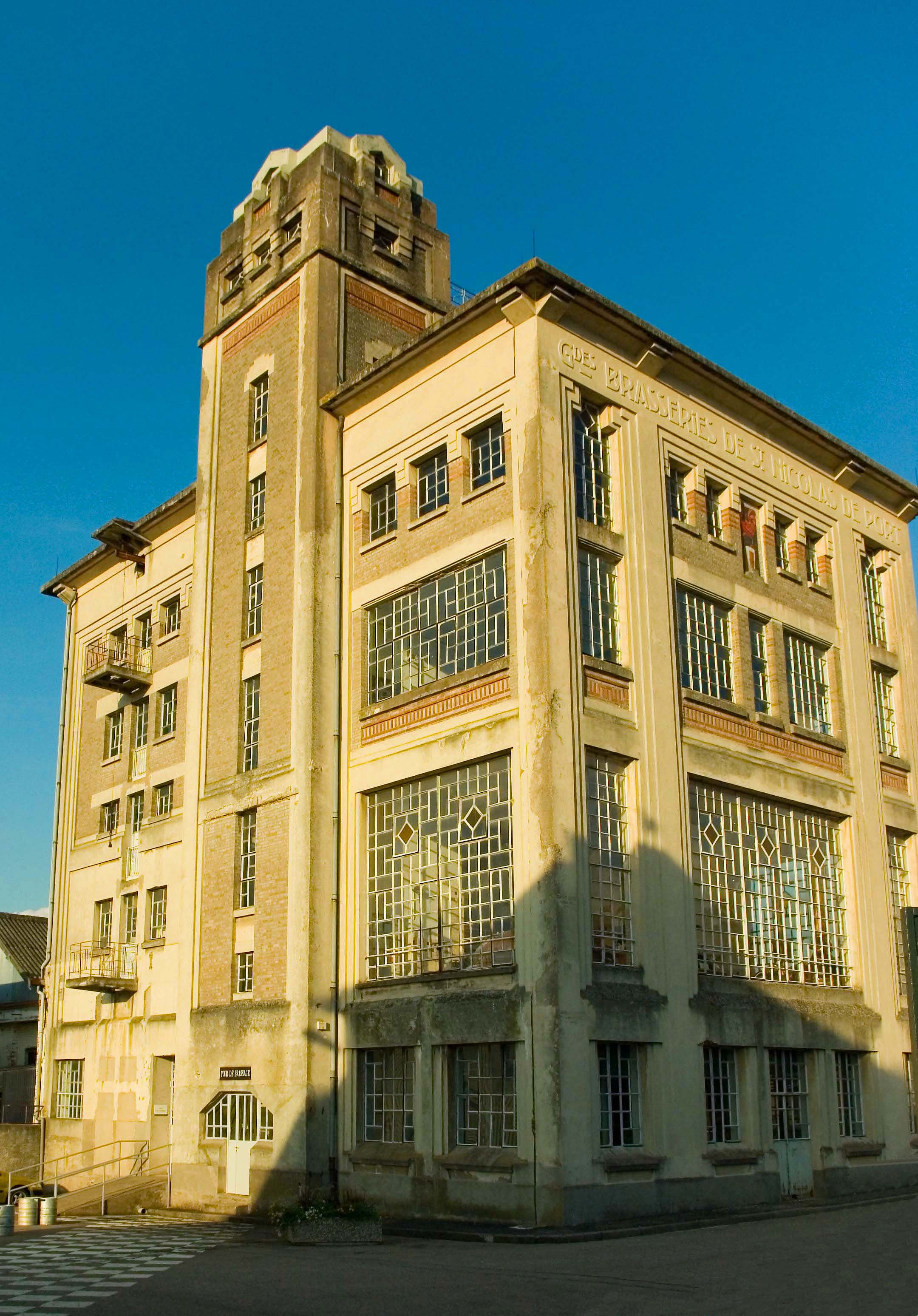
La tour de brassage du Musée français de la brasserie.

- Le musée français de la brasserie : dans les bâtiments de l’ancienne brasserie de Saint-Nicolas-de-Port, se trouve un important musée sur le brassage, l’histoire de la brasserie et de la bière. Une dynamique autour du brassage s’est créée, faisant ainsi de Saint-Nicolas-de-Port un pôle incontournable du brassage amateur ou artisanal en France. Le musée est partiellement classé et inscrit au titre des monuments historiques par arrêté du 10 mai 1988[54].
- Le musée du cinéma et de la photographie[55], installé dans les locaux de l'ancien collège Saint-Exupéry.

### Saint-Nicolas-de-Port dans les arts
- Jochen Gerner dessine Saint-Nicolas-de-Port dans sa bande dessinée documentaire Le Saint Patron, L'Association, coll. Ciboulette, 2004.

### Personnalités liées à la commune

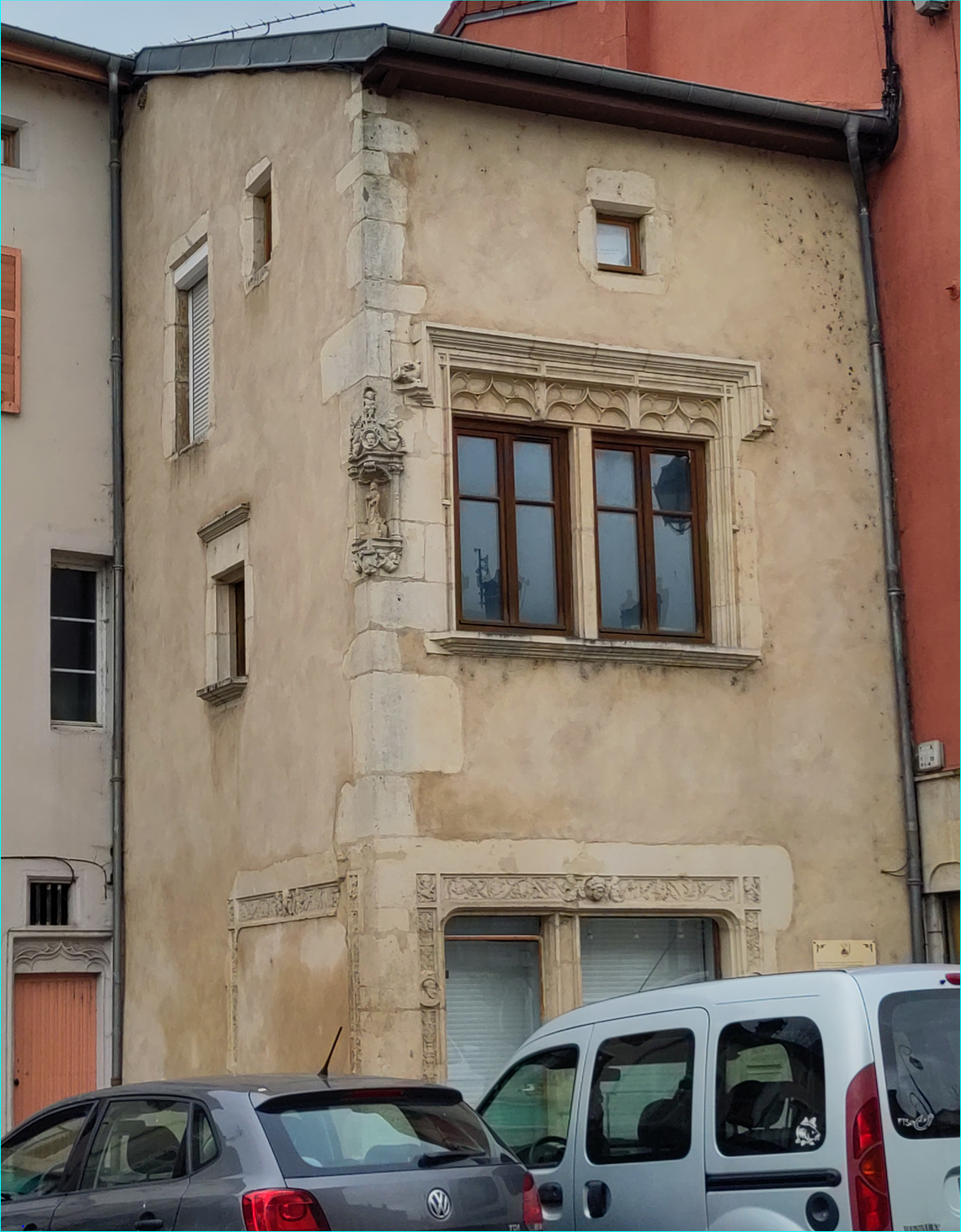
Maison natale d'Émile Badel.

- Émile Badel, professeur, journaliste et érudit lorrain, né à Saint-Nicolas-de-Port en 1861.
- Louis Andlauer, dit le colonel Andlauer, militaire et homme de service spécial, né en 1876 à Saint-Nicolas-de-Port.
- Chrestienne Leclerc du Vivier est née à Saint-Nicolas-de-Port en 1563. Fondatrice d’un couvent des carmes déchaussés, elle est un membre de la famille Le Clerc et la femme de Charles Bailly du Séjour, chevalier, conseiller du roy en ses conseils d’État et privé, président de la chambre des comptes, député de Paris aux États généraux de 1593 et l’ancêtre de plusieurs personnalités importantes de l’Ancien Régime et de la Révolution. Sa statue est au musée du Louvre
- Esther Lekain, née Ernestine Nickel (1870-1960) chanteuse, dont les parents tenaient une boutique de nouveautés a passé à Saint-Nicolas sa jeunesse.
- Marie-Antoinette Lix (1839 - 1909), héroïne franco-polonaise.
- Louis Malespina, dit Malespina (1874-1949), peintre, illustrateur et sculpteur français, est né à Saint-Nicolas-de-Port.
- Dominique Martin Méon, (1748-1829), bibliothécaire, romaniste et médiéviste français.

### Héraldique, logotype et devise
| Blason de Saint-Nicolas-de-Port | Blason  | D'or à la nef équipée et habillée de sable, sur une mer fascée ondée d'azur et d'argent de cinq pièces ; au chef de gueules chargé d'un alérion d'argent. Devise / Cri« fluctuo nec mergor » (je flotte mais ne coule pas). |
| Blason de Saint-Nicolas-de-Port | Détails | Ce sont les armes octroyées le 4 juin 1546 à la ville de Saint-Nicolas par Christine de Danemark et Nicolas de Lorraine Vaudémont, régents du duché de Lorraine. La duchesse de Lorraine donna ces armes pour remercier les habitants de la réception qu'ils firent à la dépouille mortelle de son mari, le duc François 1er. Le statut officiel du blason reste à déterminer. |